# Raszid Rahimow
Raszid Rahimow (tadż.: Рашид Раҳимов; ros.: Рашид Маматкулович Рахимов, ur. 18 marca 1965 w Duszanbe) – piłkarz oraz trener z Tadżykistanu grający na pozycji pomocnika.
Wychowanek klubu CSKA Pomir Duszanbe.